# Almendros
Almendros település Spanyolországban, Cuenca tartományban. Almendros Almonacid del Marquesado, Puebla de Almenara, Saelices, Torrubia del Campo, Uclés, Villamayor de Santiago és Villarrubio községekkel határos. Lakosainak száma 238 fő (2024).

## Népesség
A település lakosságának változását az alábbi diagram mutatja:
| Lakosok száma | 324  | 302  | 297  | 275  | 298  | 272  | 262  | 247  | 234  | 238  |
|               | 2001 | 2004 | 2006 | 2009 | 2011 | 2014 | 2016 | 2019 | 2021 | 2024 |